# Dacnis verdosa
La dacnis verdosa (Dacnis viguieri) és un ocell de la família dels tràupid (Thraupidae).

## Hàbitat i distribució
Habita la selva pluvial, a les terres baixes a l'est de Panamà i nord-oest de Colòmbia.